# Незаймана гора
«Незаймана гора» (ісл. Fúsi, дослівно «Фьюсі») — ісландський драматичний фільм, знятий Дагюром Каурі. Світова прем'єра стрічки відбулась 9 лютого 2015 в секції «Спеціальні покази» Берлінського кінофестивалю. Фільм розповідає про 43-річного чоловіка на ім'я Фьюсі, який досі живе зі своєю матір'ю, але коли він записується до школи танців, його буденне життя змінюється назавжди.

## У ролях
- Гуннар Йонссон — Фьюсі
- Ільмюр Крістіяунсдоуттір — Сьофн
- Сігюрйоун Кіяртанссон — Мордур
- Маргрет Гельга Йоганнсдоттір — Фьола

## Визнання
| Нагороди та номінації фільму «Незаймана гора» | Нагороди та номінації фільму «Незаймана гора» | Нагороди та номінації фільму «Незаймана гора» | Нагороди та номінації фільму «Незаймана гора» | Нагороди та номінації фільму «Незаймана гора» | Нагороди та номінації фільму «Незаймана гора» |
| Рік                                           | Кінопремія / Кінофестиваль                    | Категорія / Нагорода                          | Номінант                                      | Результат                                     |                                               |
| --------------------------------------------- | --------------------------------------------- | --------------------------------------------- | --------------------------------------------- | --------------------------------------------- | --------------------------------------------- |
| 2015                                          | CPH:PIX                                       | Приз глядацьких симпатій                      | «Незаймана гора»                              | Перемога                                      |                                               |
| 2015                                          | Північна Рада                                 | Кіноприз Північної Ради                       | «Незаймана гора»                              | Перемога                                      |                                               |
| 2015                                          | «Трайбека»                                    | Найкращий художний фільм                      | «Незаймана гора»                              | Перемога                                      |                                               |
| 2015                                          | «Трайбека»                                    | Найкращий актор                               | Гуннар Йонссон                                | Перемога                                      |                                               |
| 2015                                          | «Трайбека»                                    | Найкращий сценарій                            | Дагюр Каурі                                   | Перемога                                      |                                               |